# Танзания на летних Олимпийских играх 1992
Танзания принимал участие в Летних Олимпийских играх 1992 года в Барселоне (Испания) в седьмой раз за свою историю, но не завоевал ни одной медали. Сборную страны представляли 9 спортсменов, выступавших в двух видах спорта — боксе и лёгкой атлетике.

## Результаты

### Бокс
Спортсменов — 5
| Спортсмен               | Весовая категория | Первый раунд                      | Второй раунд                                          | Четвертьфинал                      | Полуфинал            | Финал                | Финал                |
| Спортсмен               | Весовая категория | Соперник Счёт                     | Соперник Счёт                                         | Соперник Счёт                      | Соперник Счёт        | Соперник Счёт        | Место                |
| ----------------------- | ----------------- | --------------------------------- | ----------------------------------------------------- | ---------------------------------- | -------------------- | -------------------- | -------------------- |
| Бенджамин Мвангата      | до 51 кг          | Наркизио Гонсалес Мексика В RSC-3 | Луис Клаудио Фрейтас Бразилия В 8-7                   | Тимоти Остин США П 8-19            | Завершил выступления | Завершил выступления | 5                    |
| Раши аль-Хаджи Матумала | до 60 кг          | Феликс Бвалиа Замбия В 16-8       | Джакобо Гарсиа Американские Виргинские Острова В 12-2 | Намжилын Баярсайхан Монголия П 6-9 | Завершил выступления | Завершил выступления | 5                    |
| Джозеф Марва            | до 71 кг          | BYE                               | Игорь Шаплавский Латвия П 8-14                        | Завершил выступления               | Завершил выступления | Завершил выступления | Завершил выступления |
| Макойе Исангула         | до 75 кг          | Сиамак Варзидех Иран В RSC-1      | Альберт Папилая Индонезия П 6-13                      | Завершил выступления               | Завершил выступления | Завершил выступления | Завершил выступления |
| Пауло Мваселле          | до 81 кг          | Золтан Береш Венгрия П 13-30      | Завершил выступления                                  | Завершил выступления               | Завершил выступления | Завершил выступления | Завершил выступления |

### Лёгкая атлетика
Спортсменов — 4
Мужчины
| Спортсмен          | Дисциплина | Полуфинал | Полуфинал | Финал     | Финал |
| Спортсмен          | Дисциплина | Результат | Место     | Результат | Место |
| ------------------ | ---------- | --------- | --------- | --------- | ----- |
| Джон Бурра         | Марафон    | н/д       | н/д       | DNF       | DNF   |
| Джума Икангаа      | Марафон    | н/д       | н/д       | 2:19.34   | 34    |
| Симон Роберт Наали | Марафон    | н/д       | н/д       | DNF       | DNF   |
| Эндрю Самбу        | 5000 м     | 13:36.99  | 4         | 13:37.20  | 10    |